# William Whewell
William Whewell (in inglese /ˈhjuːəl/; Lancaster, 24 maggio 1794 – Cambridge, 6 marzo 1866) è stato un filosofo, mineralogista e storico della scienza inglese.
Aveva vasti interessi, fu autore di trattati di meccanica, mineralogia, geologia, astronomia, economia politica, teologia e architettura, anche se la sua fama è dovuta in gran parte alle opere di storia e scienza e per aver coniato per la prima volta il termine scienziato.

## Biografia
William Whewell nasce nel 1794 a Lancaster, primogenito di un mastro carpentiere. È il parroco a notare per primo le doti di William e a persuadere il padre a farlo proseguire negli studi. Nel 1812 entra al Trinity College di Cambridge e di lì a poco vince un premio per la composizione di un poema epico. Nel 1825 diviene prete anglicano; nel 1828 ottiene una cattedra in mineralogia e dieci anni più tardi assume il titolo di Professor of Moral Philosophy. È il 1841 quando sposa Cordelia Marshall e viene nominato Master of Trinity College, su calda raccomandazione del primo ministro Robert Peel. Si sposa una seconda volta, a seguito della scomparsa della prima moglie. Muore nel 1866 in seguito ad una caduta da cavallo.

## Contributo epistemologico
L'originalità del contributo di Whewell alla filosofia della scienza è da rintracciarsi soprattutto nel tentativo di aggiornare l'empirismo alle innovazioni concettuali introdotte da Immanuel Kant nella Critica della Ragion Pura: l'esperienza non è una mera "somma di dati", poiché è la mente a svolgere su di essi un ruolo attivo mediante "concetti" (spazio, tempo e categorie trascendentali secondo Kant; Idee fondamentali secondo Whewell - vedremo in seguito la differenza) che a priori intervengono a dare coerenza e forma alle percezioni, ovvero, che in parte determinano l'esito delle osservazioni e dei dati sensibili in generale. Discipline come la geometria o l'aritmetica devono la propria "infallibilità" rispetto all'esperienza proprio al fatto che sono direttamente ed interamente derivate da assiomi e giudizi concernenti tali idee fondamentali (nello specifico, l'aritmetica si fonda sull'idea di tempo, la geometria sull'idea di spazio). Whewell tuttavia non condivide la deduzione trascendentale, attraverso cui Kant individua le proprie categorie, e sostituisce a questo metodo un criterio storiografico: è nella storia della scienza che vanno rintracciate le idee fondamentali. Non a caso, nessuna delle dodici categorie kantiane figurerà tra le idee, mentre vi rientreranno spazio e tempo - che per Kant, però, erano "intuizioni pure", e non concetti - (insieme a causa, esteriorità degli oggetti, composizione chimica, e diverse altre). Con l'introduzione del criterio storiografico, idee fondamentali e relativi assiomi derivabili vengono ad essere un prodotto della discussione e del dibattito (storici) circa i dati dell'esperienza, al pari di quanto avviene per tutte le teorie scientifiche secondo gli odierni sostenitori della sociologia della conoscenza, ma con la netta differenza che per Whewell il risultato di tale dialettica, che del resto non è mera discussione in quanto verte sui risultati delle predizioni, che ogni diversa "concezione dei fatti" ha di volta in volta ottenuto, conduce a verità, e non al relativismo gnoseologico. Se da un lato questo è sufficiente a giustificare la confutazione o l'accettazione di idee fondamentali, resta da definire in che modo possano generarsi tali concezioni: la risposta di Whewell è che ogni ipotesi è frutto di un processo creativo avulso da qualsiasi regola scientifica.
Si tratta, in definitiva, di una teoria della conoscenza piuttosto critica nei confronti dell'empirismo del tempo, che demandava ogni cosa all'osservazione senza curarsi di esaminare la concezione dei fatti che ad ogni osservazione, per Whewell e secondo la lezione di Kant, risulta necessariamente preliminare.